# Химическое уравнение

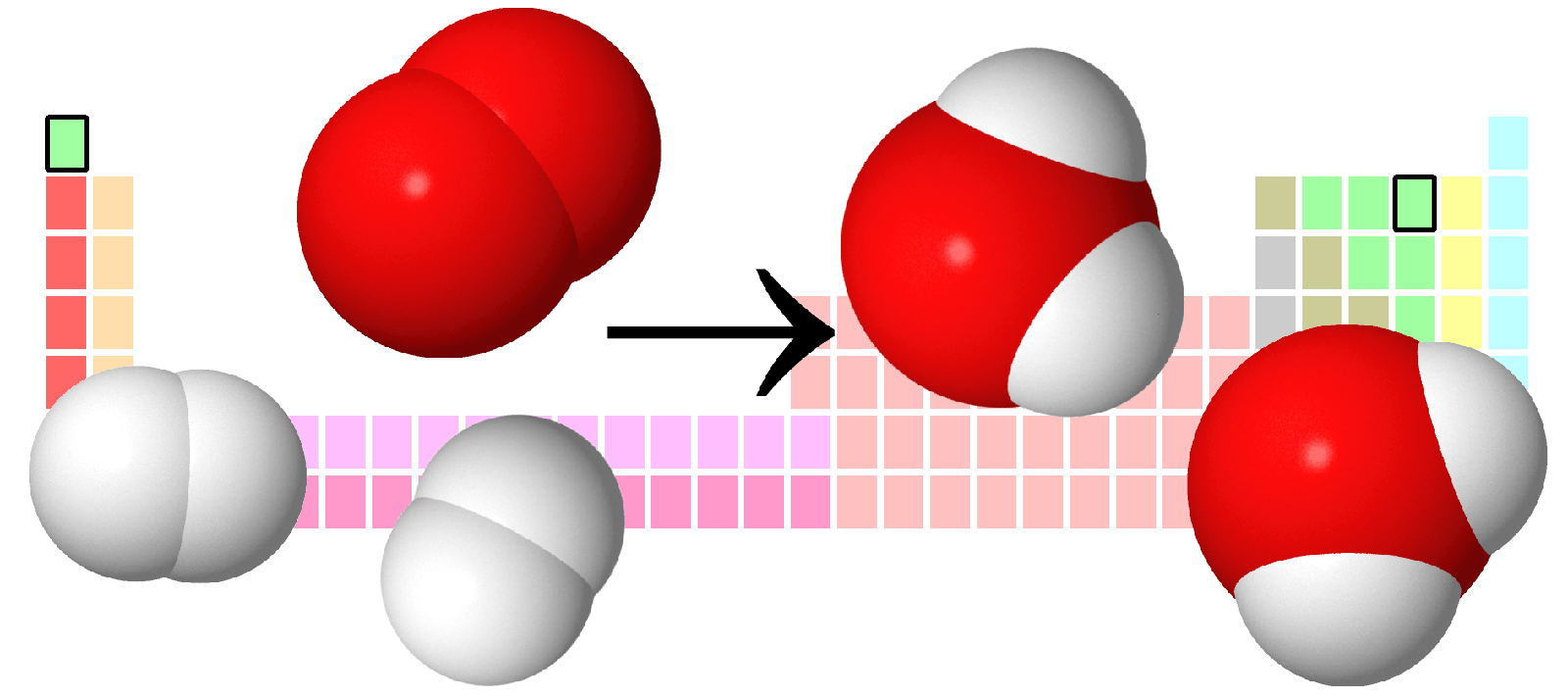
O_{2} + 2 H_{2} → 2 H_{2}O

Хими́ческое уравне́ние (уравне́ние хими́ческой реа́кции) — символическое представление химической реакции с помощью химических формул, числовых коэффициентов и математических символов, в левой части которого указывают исходные вещества (реагенты), а в правой — продукты реакции.
Обе части уравнения могут быть соединены:
- знаком равенства ( «=») — в этом случае количество атомов химических элементов справа и слева должно быть уравнено с помощью стехиометрических коэффициентов➤, а уравнение носит название стехиометрического уравнения реакции;
- стрелкой «{\displaystyle \rightarrow }» — в случае необратимых химических превращений, указания, что рассматривается только прямая реакция, или отдельных стадий при записи механизмов реакций[3];
- прямой и обратной стрелками «{\displaystyle \rightleftarrows }» — для обратимых реакций;
- символом «{\displaystyle \rightleftharpoons }» — для обозначения химического равновесия[1][4].

Иногда химические уравнения дополняют указанием энтальпии реакций, агрегатного состояния веществ и другими характеристиками.
Уравнение химической реакции даёт качественную и количественную информацию о химической реакции, реагентах и продуктах реакции, а также их соотношении; его составление основывается на законах стехиометрии, и, в первую очередь, на законе сохранения массы веществ в химических реакциях.
Кроме химических уравнений используются полные и краткие схемы химических реакций — условные записи, дающие представление о природе реагентов и продуктов, то есть скорее качественную информацию о химической реакции.

## История

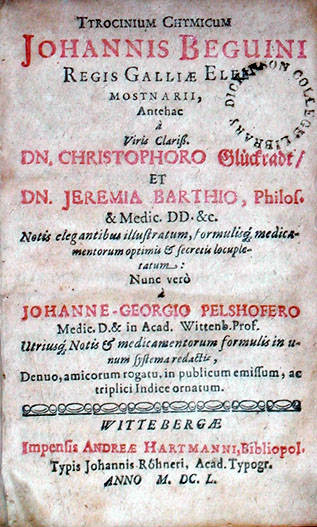
Титульный лист Tyrocinium Chymicum

В начале не было представления о химических уравнениях, ещё не были известны основные химические законы, но уже в алхимический период развития химии начали обозначать химические элементы символами.
С дальнейшим развитием химии менялись представления о символике химических элементов, математической записи, используя химические формулы. Первым предложил использовать химические уравнения Жан Бегун (Jean Beguin) в 1615 году в одном из первых учебников по химии Tyrocinium Chymicum («Начала химии»).
Конец XVIII—начало XIX вв. — становление законов стехиометрии. У истоков этих исследований стоял немецкий учёный И. В. Рихтер. В студенческие годы на него большое впечатление произвели слова его учителя — философа И. Канта о том, что в отдельных направлениях естественных наук истинной науки столько, сколько в ней математики. Рихтер посвятил свою диссертацию использованию математики в химии. Не будучи в сущности химиком, Рихтер ввёл первые количественные уравнения химических реакций, предложил и стал использовать термин стехиометрия.

## Правила составления
В левой части уравнения записывают формулы (формулу) веществ, вступивших в реакцию (реагентов), соединяя их знаком «плюс». В правой части уравнения записывают формулы (формулу) образовавшихся веществ (продуктов реакции), также соединённые знаком «плюс». Для обозначения различных типов реакций между правой и левой частью уравнения используются следующие символы:
- «{\displaystyle =}» используется в том случае, когда соблюдено стехиометрическое соотношение;
- «{\displaystyle \rightarrow }» используется в случае[3]

- необратимых химических превращений

BaCl2 + Na2SO4 {\displaystyle \rightarrow } BaSO4 + 2NaCl
- указания, что рассматривается только прямая реакция

3H2 + N2 {\displaystyle \rightarrow } 2NH3
- отдельных стадий при записи механизмов реакций

Hॱ + Br2 {\displaystyle \rightarrow } HBr  + Brॱ
- «{\displaystyle \rightleftarrows }» используется для обозначения реакции, протекающей в обоих направлениях;
- «{\displaystyle \rightleftharpoons }» используется для обозначения химического равновесия.

Затем находят коэффициенты — числа, стоящие перед формулами веществ и отражающие мольные соотношения веществ-участников химической реакции. Закон сохранения массы гласит, что количество вещества каждого элемента до реакции равно количеству вещества каждого элемента после реакции. Таким образом, левая и правая части химического уравнения должны иметь одинаковое количество атомов того или иного элемента.
Уравнение реакции с участием ионов должно быть электронейтрально, то есть сумма зарядов реагентов в левой части уравнения должна быть равна сумме зарядов продуктов реакции в его  правой части
Cu2+ + Fe = Cu + Fe2+.

### Расстановка коэффициентов реакции
Как правило, химические уравнения записываются с наименьшими целочисленными коэффициентами. В случае, если перед химической формулой нет коэффициента, подразумевается что он равен единице. Проверка материального баланса, то есть количества атомов в левой и правой части, может быть следующей: перед самой сложной химической формулой ставится коэффициент 1. Далее расставляются коэффициенты перед формулами таким образом, что бы количество атомов каждого из элементов в левой и правой части уравнения было равно. Если один из коэффициентов — дробный, то следует умножить все коэффициенты на число стоящее в знаменателе дробного коэффициента. Если перед формулой коэффициент 1, то его опускают.
Одним из способов уравнивания количества атомов в химическом уравнении является подбор коэффициентов.
Расстановка коэффициентов в химической реакции горения метана:
1CH4 + O2 {\displaystyle \rightarrow } CO2 + H2O
Количество атомов углерода с левой и правой сторон одинаково. Следующий элемент, который следует уравнять — водород. Слева 4 атома водорода, справа 2, чтобы уравнять количество атомов водорода следует поставить коэффициент 2 перед водой, в результате:
1CH4 + O2 {\displaystyle \rightarrow } CO2 + 2H2O
Проверка правильности расстановки коэффициентов в любом химическом уравнении производится подсчётом количества атомов кислорода, если в левой и правой части количество атомов кислорода одинаково, значит коэффициенты расставлены правильно.
1CH4 + 2O2 {\displaystyle \rightarrow } CO2 + 2H2O
Перед молекулами CH4 и CO2 коэффициент 1 опускают.
CH4 + 2O2 {\displaystyle \rightarrow } CO2 + 2H2O
Для более сложных случаев применяются математический метод уравнивания реакций с помощью составления системы линейных алгебраических уравнений и метод Гарсиа (аналог математического метода Гаусса).

### Обозначения над знаками, соединяющими части уравнения
Для обозначения условий протекания реакций на знаком равенства или стрелкой, разделяющей правую и левую части уравнения могут быть использованы следующие обозначения:
- {\displaystyle {\stackrel {\textrm {t}}{\rightarrow }}}  реакция протекает при нагревании (может быть указана конкретная температура)

{\displaystyle {\textrm {Cu}}+2{\textrm {O}}_{2}\xrightarrow {t} 2{\textrm {CuO}}}
{\displaystyle {\textrm {Cu}}+2{\textrm {O}}_{2}\xrightarrow {{300~^{\circ }}C} 2{\textrm {CuO}}}
- {\displaystyle {\stackrel {\textrm {p}}{\rightarrow }}}  реакция протекает под давлением (может быть указано конкретное давление)

{\displaystyle {\textrm {H}}_{2}+{\textrm {B}}r_{2}\xrightarrow {p} 2{\textrm {HBr}}}
{\displaystyle {\textrm {H}}_{2}+{\textrm {B}}r_{2}\xrightarrow {5~atm} 2{\textrm {HBr}}}
- {\displaystyle \xrightarrow {\text{эл.ток}} } реакция протекает под действием электрического тока, при этом реагенты могут быть в любых агрегатных состояниях

{\displaystyle 3{\textrm {O}}_{2}}{\displaystyle \xrightarrow {\text{эл.ток}} }:{\displaystyle 2{\textrm {O}}_{3}}
- {\displaystyle \xrightarrow {\text{электролиз}} } реакция протекает при пропускании электрического тока через раствор или расплав исходных веществ (т.е. происходит процесс электролиза)

{\displaystyle 2{\textrm {NaCl}}_{liq}}{\displaystyle \xrightarrow {\text{эл.ток}} }:{\displaystyle 2{\textrm {Na}}+{\textrm {Cl}}_{2}}
- {\displaystyle \xrightarrow {\text{кат.}} } реакция протекает с участием катализатора, при этом, может быть указана формула или название конкретного катализатора

{\displaystyle {\textrm {N}}_{2}+3{\textrm {H}}_{2}} {\displaystyle \xrightarrow {\text{кат.}} :} {\displaystyle 2{\textrm {NH}}_{3}}
{\displaystyle {\textrm {N}}_{2}+3{\textrm {H}}_{2}\xrightarrow {Fe} 2{\textrm {NH}}_{3}}
- {\displaystyle \xrightarrow {hv} } реакция протекает на свету или под действием излучения

{\displaystyle 6{\textrm {CO}}_{2}+6{\textrm {H}}_{2}{\textrm {O}}} {\displaystyle \xrightarrow {hv} } {\displaystyle {\textrm {C}}_{6}{\textrm {H}}_{12}{\textrm {O}}_{6}+6{\textrm {O}}_{2}}
- {\displaystyle \xrightarrow {\text{сплавление}} }  для реакции, протекающей в расплаве или твердофазно

{\displaystyle {\ce {Li2O{}+Al2O3->[{\text{сплавление}}]2LiAlO2{}}}}
Обозначения различных условий реакции  могут перечисляться через запятую
{\displaystyle {\ce {6CO2{}+6H2O->[hv,~{\text{хлорофилл}}]C6H12O6{}+6O2}}}.
Для указания, что реакция не протекает (вообще или при каких-то условиях) или не ведёт к указанным продуктам используется знак «≠»:
{\displaystyle {\textrm {FeO}}+{\textrm {H}}_{2}{\textrm {O}}\neq }
{\displaystyle {\textrm {NaCl+KOH}}\neq {\textrm {NaOH+KCl}}}

### Запись ионных уравнений
Ионные уравнения — это химические уравнения, в которых электролиты записаны в виде диссоциированных ионов. Ионные уравнения используются для записи реакций в водных или неводных растворах, а также расплавах. Например, реакция обмена при  взаимодействии хлорида кальция и нитрата серебра с образованием хлорида серебра, выпадающего в осадок:
CaCl2(р-р) + 2AgNO3(р-р) {\displaystyle \rightarrow } Ca(NO3)2(р-р) + 2AgCl(тв)
полное ионное уравнение:
Ca2+ + 2Cl− + 2Ag+ + 2NO3− {\displaystyle \rightarrow } Ca2+ + 2NO3− + 2AgCl(тв)
сокоращенное ионное уравнение:
Cl− + Ag+ {\displaystyle \rightarrow }  2AgCl(тв)

### Термохимические уравнения
Если в уравнения химической реакции отражён её тепловой эффект или энтальпия, то такие уравнения называют термохимическими.
Например, в уравнении
{\displaystyle {\textrm {N}}_{2}+3{\textrm {H}}_{2}{\stackrel {{\textrm {Fe,}}~{\textrm {t,}}~{\textrm {p}}}{\rightleftarrows }}2{\textrm {NH}}_{3}+Q}
«+Q» означает выделение теплоты, т.е. реакция является экзотермической,
а в уравнении
{\displaystyle {\textrm {N}}_{2}+{\textrm {O}}_{2}{\stackrel {\textrm {t}}{\rightleftarrows }}2{\textrm {NO}}-Q}
«−Q» означает поглощение теплот, т.е. реакция является эндотермической. 

### Окислительно-восстановительные реакции
Окислительно-восстановительные реакции — это химические реакции, протекающие с изменением степеней окисления атомов, входящих в состав реагирующих веществ, реализующиеся путём перераспределения электронов между атомом-окислителем и атомом-восстановителем. Любая окислительно-восстановительная реакция представляет собой единство двух противоположных превращений — окисления и восстановления, происходящих одновременно и без отрыва одного от другого.
При составлении уравнения окислительно-восстановительной реакции необходимо определить восстановитель, окислитель и число отдаваемых и принимаемых электронов. Как правило, коэффициенты подбирают, используя либо метод электронного баланса, либо метод электронно-ионного баланса (иногда последний называют методом полуреакций).

### Оформление уравнений
Современные цифровые технологии позволяют применять для верхних и нижних индексов специальные символы в кодировке Юникод. Такие формулы правильно отображаются в заголовках веб-страниц, где отсутствует возможность форматирования, и в других случаях, когда форматирование недоступно.